# Municipio Independencia (Yaracuy)
Independencia es uno de los 14 municipios que forman parte del Estado Yaracuy. Este municipio cuenta con una sola parroquia. Su capital es la localidad homónima de Independencia.

## Historia
Antes de 1850, Independencia solo era una parroquia eclesiástica. El 21 de noviembre de 1850, las autoridades yaracuyanas firmaron el decreto mediante el cual el caserío denominado "La Sabana", situado al oeste de San Felipe, pasaba a la categoría de parroquia civil, ostentando el nombre de Independencia.
En 1855, al crearse la provincia de Yaracuy, dicha parroquia pasó a formar parte del cantón de San Felipe. En 1870 se le anexó parte del territorio perteneciente a San Gerónimo de Cocorote, incorporando así varios caseríos a su jurisdicción. Su crecimiento, desde entonces, estuvo orientado principalmente hacia las zonas rurales.
En 1904, Independencia perdió su autonomía, ya que con la nueva Ley de División Político-Territorial de Yaracuy pasó a formar parte del distrito San Felipe, hoy conocido como municipio San Felipe, capital del estado.
No fue sino hasta el 5 de noviembre de 1993 cuando logró nuevamente su autonomía, siendo nombrado oficialmente como municipio Independencia.

## Geografía
Posee una extensión de 98 km² y su capital es Independencia. Sus límites son: al norte con el municipio Bolívar, al sur con el municipio Nirgua, por el este con el municipio San Felipe y por el oeste con el municipio Cocorote.
Este municipio nace a raíz de la separación del antiguo municipio San Felipe; debido a esta situación y a su ubicación geográfica, este posee grandes ventajas como la zona industrial, con exigentes perspectivas y donde se centra la actividad económica del municipio.
En lo que respecta a la actividad comercial e industrial, se prevé un crecimiento y auge de las mismas debido a la cercanía que tienen con la capital del estado.

## Economía
El municipio se favorece con una zona industrial de gran auge y empuje, una activa zona comercial, un área urbanística consolidada y en crecimiento. También se caracteriza por la ganadería.

## Política y gobierno

### Alcaldes
| Período     | Alcalde              | Partido político / Alianza | % de votos | Notas |
| ----------- | -------------------- | -------------------------- | ---------- | --- |
| 1995 - 2000 | Carlos Jiménez       | MAS                        | -          | Primer alcalde bajo elecciones directas (se realizaron elecciones generales adelantadas en el 2000 debido a la aprobación de la Constitución de 1999) |
| 2000 - 2004 | Carlos Jiménez       | MAS                        | 47,45      | Reelecto |
| 2004 - 2008 | Rafael Parra Barrios | CONVERGENCIA               | 36,58      | segundo alcalde bajo elecciones directas |
| 2008 - 2013 | Argenis Alvarado     | PSUV                       | 46,62      | tercer alcalde bajo elecciones directas (se postergan 1 año las elecciones municipales pautadas para finales del 2012)                                |

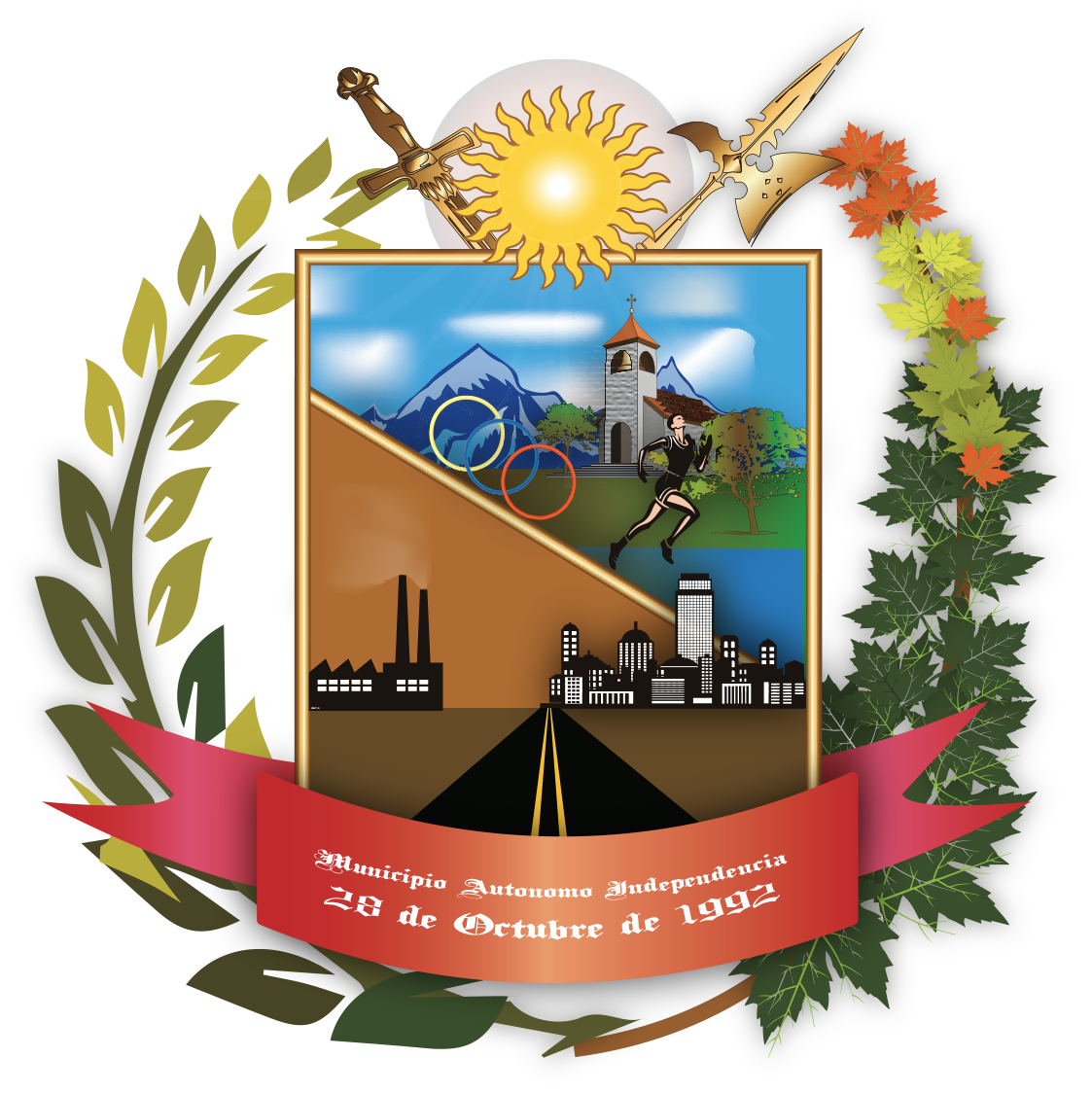
Escudo anterior

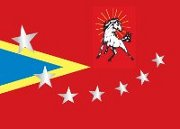
Bandera anterior

| 2013 - 2017 | Jose Mujica          | PSUV                       | 51,75      | Cuarto alcalde bajo elecciones directas |
| 2017 - 2021 | Jose Mujica          | PSUV                       | 82,05      | Reelecto |
| 2021 - 2025 | Jose Mujica          | PSUV                       | 42,89      | Reelecto |

### Concejo municipal
Período 1995 - 2000
| Concejales:      | Partido político / Alianza |
| ---------------- | -------------------------- |
| Esther Prato     | MAS                        |
| Pedro Torres     | MAS                        |
| Yudi Camacho     | MAS                        |
| Alfredo García   | MAS                        |
| Denny Giménez    | MAS                        |
| Nelzon Rojas     | AD                         |
| Benjamin Camacho | COPEI                      |

Período 2013 - 2018:
| Concejales       | Partido político / Alianza |
| ---------------- | -------------------------- |
| Don Juan Ochoa   | PSUV                       |
| Ali Silva        | PSUV                       |
| Yajaira Quiñones | PSUV                       |
| Mignelly Acosta  | PSUV                       |
| Hierson Colina   | PSUV                       |
| Nohelys Angarita | PSUV                       |
| Raudy Gudiño     | CVG MUD                    |

Período 2018 - 2021
| Concejales       | Partido político / Alianza |
| ---------------- | -------------------------- |
| Yuviry Domínguez | PSUV                       |
| Ali Silva        | PSUV                       |
| Yajaira Quiñónez | PSUV                       |
| Hierson Colina   | PSUV                       |
| Sandy Cardona    | PSUV                       |
| Rosario Montaño  | PSUV                       |
| José Mujica      | PSUV                       |

Período 2021 - 2025
| Concejales      | Partido político / Alianza |
| --------------- | -------------------------- |
| Yessika Tovar   | PSUV                       |
| Ingrid Piña     | PSUV                       |
| Rodolfo Jiménez | PSUV                       |
| Lisbel Arejula  | PSUV                       |
| Deivy Galíndez  | PSUV                       |
| José Mujica     | PSUV                       |
| Abraham Toro    | MUD                        |